# The Dolls
The Dolls est un groupe de musique électronique composé de Vladislav Delay, Antye Greie-Fuchs et Craig Armstrong.

## Discographie
- The Dolls (2005)

1. "Martini Never Dries" - 6:16
2. "White Dove" - 3:37
3. "Soul Skin" - 5:14
4. "The Dolls" - 3:24
5. "Night Active" - 1:38
6. "Choices" - 3:49
7. "Kukkuu" - 2:35
8. "Collect The Blue" - 5:26
9. "Star-Like" - 6:10
10. "Motor City" - 5:26
11. "Favourite Chord" - 4:16
12. "Sunbird" - 5:07